# Campeonato Europeo de Piragüismo en Aguas Tranquilas de 2006
El VIII Campeonato Europeo de Piragüismo en Aguas Tranquilas se celebró en Račice (República Checa) entre el 7 y el 9 de julio de 2006 bajo la organización de la Asociación Europea de Piragüismo (ECA) y la Federación Checa de Piragüismo.
Las competiciones se realizaron en el canal de regatas del Centro Deportivo de Račice, al oeste de la localidad checa.

## Medallistas

### Masculino
| Evento    | Oro | Plata | Bronce                                                                                              |
| --------- | --- | --- | --------------------------------------------------------------------------------------------------- |
| K1 200 m  | Ronald Rauhe · Alemania · 34,515 s                                                                            | Carlos Pérez Rial · España · 34,644 s                                                                              | Mykola Kremer · Ucrania · 35,252 s                                                                  |
| K2 200 m  | Ronald Rauhe · Tim Wieskötter · Alemania · 31,818                                                             | Alvydas Duonėla · Egidijus Balčiūnas · Lituania · 31,958                                                           | Mijail Kolganov Barak Lufan Israel 31,994                                                           |
| K4 200 m  | Raman Piatrushenka · Aliaxei Abalmasau · Dziamian Turchyn · Vadzim Majneu · Bielorrusia · 29,893              | Svatopluk Baťka · Jan Štěrba · Pavel Holubář · Filip Šváb · República Checa · 29,989                               | Viktor Kadler · Gergely Gyertyános · Balázs Babella · István Beé · Hungría · 30,069                 |
| K1 500 m  | Zoltán Benkő · Hungría · 1:38,428                                                                             | Anton Riajov · Rusia · 1:38,872                                                                                    | Lutz Altepost · Alemania · 1:38,988                                                                 |
| K2 500 m  | Ronald Rauhe · Tim Wieskötter · Alemania · 1:27,505                                                           | Zoltán Kammerer · Gábor Kucsera · Hungría · 1:27,697                                                               | Raman Piatrushenka · Vadzim Majneu · Bielorrusia · 1:28,249                                         |
| K4 500 m  | Michal Riszdorfer · Richard Riszdorfer · Erik Vlček · Róbert Erban · Eslovaquia · 1:20,136                    | Marian Băban · Alin Anton · Alexandru Ceaușu · Ștefan Vasile · Rumania · 1:20,616                                  | Márton Sík · Attila Csamangó · Attila Boros · Gábor Bozsik · Hungría · 1:20,664                     |
| K1 1000 m | Tim Brabants Reino Unido 3:28,586                                                                             | Zoltán Benkő · Hungría · 3:30,162                                                                                  | Markus Oscarsson · Suecia · 3:30,538                                                                |
| K2 1000 m | Zoltán Kammerer · Gábor Kucsera · Hungría · 3:09,703                                                          | Andreas Ihle · Rupert Wagner · Alemania · 3:10,455                                                                 | Javier Hernanz Agüería · Pablo Enrique Baños Yerga · España · 3:11,955                              |
| K4 1000 m | Michal Riszdorfer · Richard Riszdorfer · Erik Vlček · Róbert Erban · Eslovaquia · 2:50,377                    | Raman Piatrushenka · Aliaxei Abalmasau · Dziamian Turchyn · Vadzim Majneu · Bielorrusia · 2:50,437                 | Lutz Altepost · Norman Bröckl · Björn Bach · Björn Goldschmidt · Alemania · 2:50,733                |
| C1 200 m  | Maxim Opalev · Rusia · 38,978                                                                                 | Martin Doktor · República Checa · 39,531                                                                           | Jevgenij Šuklin · Lituania · 39,543                                                                 |
| C2 200 m  | Yevgueni Ignatov · Ivan Shtyl · Rusia · 35,859                                                                | Tomas Gadeikis · Raimundas Labuckas · Lituania · 36,503                                                            | Serhi Klimniuk · Dmytro Sablin · Ucrania · 36,775                                                   |
| C4 200 m  | Dzmitri Rabchanka · Dzmitri Vaitsishkin · Kanstantsin Shcharbak · Aliaxandr Vauchetski · Bielorrusia · 33,241 | Pál Sarudi · Márton Joób · Gábor Horváth · Péter Balázs · Hungría · 33,373                                         | Tomas Gadeikis · Raimundas Labuckas · Jevgenij Miasniankin · Kazimieras Rėksnys · Lituania · 33,449 |
| C1 500 m  | Maxim Opalev · Rusia · 1:49,935                                                                               | Florin Mironcic · Rumania · 1:51,127                                                                               | Yuri Cheban · Ucrania · 1:51,155                                                                    |
| C2 500 m  | Serguei Uleguin · Alexandr Kostoglod · Rusia · 1:39,626                                                       | Robert Nuck · Stefan Holtz · Alemania · 1:40,810                                                                   | Iosif Chirilă · Andrei Cuculici · Rumania · 1:40,954                                                |
| C4 500 m  | Florin Mironcic · Gabriel Talpă · Silviu Simioncencu · Loredan Popa · Rumania · 1:30,286                      | Aliaxandr Kurliandchyk · Aliaxandr Zhukouski · Andrei Bahdanovich · Aliaxandr Bahdanovich · Bielorrusia · 1:31,818 | Imre Pulai · Ferenc Novák · Gábor Fürdök · Edvin Csabai · Hungría · 1:33,890                        |
| C1 1000 m | Florin Mironcic · Rumania · 3:54,600                                                                          | Andreas Dittmer · Alemania · 3:54,844                                                                              | Maxim Opalev · Rusia · 3:55,376                                                                     |
| C2 1000 m | Marcin Grzybowski · Łukasz Woszczyński · Polonia · 3:32,807                                                   | Christian Gille · Tomasz Wylenzek · Alemania · 3:32,935                                                            | Andrei Bahdanovich · Aliaxandr Bahdanovich · Bielorrusia · 3:35,039                                 |
| C4 1000 m | Robert Nuck · Stefan Holtz · Thomas Lück · Stephan Breuing · Alemania · 3:14,459                              | Dzmitri Rabchanka · Dzmitri Vaitsishkin · Kanstantsin Shcharbak · Aliaxandr Vauchetski · Bielorrusia · 3:15,407    | Márton Metka · Róbert Mike · Mátyás Sáfrán · Gábor Balázs · Hungría · 3:16,923                      |

### Femenino
| Evento    | Oro                                                                                      | Plata                                                                                   | Bronce                                                                                |
| --------- | ---------------------------------------------------------------------------------------- | --------------------------------------------------------------------------------------- | ------------------------------------------------------------------------------------- |
| K1 200 m  | María Teresa Portela · España · 39,933 s                                                 | Tímea Paksy · Hungría · 40,181 s                                                        | Anne-Laure Viard Francia 40,949 s                                                     |
| K2 200 m  | Katalin Kovács · Natasa Janics · Hungría · 36,804                                        | Fanny Fischer · Katrin Wagner-Augustin · Alemania · 37,132                              | Jenni Honkanen · Anne Rikala · Finlandia · 37,168                                     |
| K4 200 m  | Tímea Paksy · Katalin Kovács · Natasa Janics · Melinda Patyi · Hungría · 33,939          | Carolin Leonhardt · Judith Hörmann · Nicole Reinhardt · Gesine Ruge · Alemania · 34,777 | Josefin Nordlöw · Karin Johansson · Anna Karlsson · Sofia Paldanius · Suecia · 35,125 |
| K1 500 m  | Dalma Benedek · Hungría · 1:52,218                                                       | Beata Mikołajczyk · Polonia · 1:52,802                                                  | Nicole Reinhardt · Alemania · 1:52,830                                                |
| K2 500 m  | Katalin Kovács · Natasa Janics · Hungría · 1:39,733                                      | Fanny Fischer · Katrin Wagner-Augustin · Alemania · 1:41,017                            | Fabiana Sgroi · Alessandra Galiotto · Italia · 1:41,381                               |
| K4 500 m  | Tímea Paksy · Katalin Kovács · Natasa Janics · Krisztina Fazekas · Hungría · 1:31,458    | Carolin Leonhardt · Judith Hörmann · Conny Waßmuth · Gesine Ruge · Alemania · 1:32,714  | Florica Vulpeș · Mariana Ciobanu · Lidia Talpă · Alina Platon · Rumania · 1:34,274    |
| K1 1000 m | Dalma Benedek · Hungría · 3:53,155                                                       | Katrin Wagner-Augustin · Alemania · 3:53,635                                            | Josefa Idem · Italia · 3:56,735                                                       |
| K2 1000 m | Katalin Kovács · Natasa Janics · Hungría · 3:36,160                                      | Gesine Ruge · Judith Hörmann · Alemania · 3:37,556                                      | Anne Lolk Thomsen Mette Barfod Dinamarca 3:38,328                                     |
| K4 1000 m | Alexandra Keresztesi · Natasa Janics · Katalin Kovács · Tímea Paksy · Hungría · 3:15,389 | Tanja Schuck · Carolin Leonhardt · Miriam Frenken · Silke Hörmann · Alemania · 3:17,617 | Florica Vulpeș · Mariana Ciobanu · Lidia Talpă · Alina Platon · Rumania · 3:17,885    |

## Medallero
| Núm. | País            | Oro | Plata | Bronce | Total |
| ---- | --------------- | --- | ----- | ------ | ----- |
| 1    | Hungría         | 10  | 4     | 4      | 18    |
| 2    | Alemania        | 4   | 11    | 3      | 18    |
| 3    | Rusia           | 4   | 1     | 1      | 6     |
| 4    | Bielorrusia     | 2   | 3     | 2      | 7     |
| 5    | Rumania         | 2   | 2     | 3      | 7     |
| 6    | Eslovaquia      | 2   | 0     | 0      | 2     |
| 7    | España          | 1   | 1     | 1      | 3     |
| 8    | Polonia         | 1   | 1     | 0      | 2     |
| 9    | Reino Unido     | 1   | 0     | 0      | 1     |
| 10   | Lituania        | 0   | 2     | 2      | 4     |
| 11   | República Checa | 0   | 2     | 0      | 2     |
| 12   | Ucrania         | 0   | 0     | 3      | 3     |
| 13   | Italia          | 0   | 0     | 2      | 2     |
| 13   | Suecia          | 0   | 0     | 2      | 2     |
| 15   | Dinamarca       | 0   | 0     | 1      | 1     |
| 15   | Finlandia       | 0   | 0     | 1      | 1     |
| 15   | Francia         | 0   | 0     | 1      | 1     |
| 15   | Israel          | 0   | 0     | 1      | 1     |
|      | TOTAL           | 27  | 27    | 27     | 81    |